# Герман Голлеріт
Герман Голлеріт (англ. Herman Hollerith; 29 лютого 1860 — 17 листопада 1929) — американський інженер і винахідник німецького походження.
Відомий як творець електричної табуляційної системи (Hollerith Electric Tabulating System).

## Біографія
Голлеріт народився в місті Буффало (США) в сім'ї німецьких іммігрантів. У 1879 році він закінчив Гірничу школу при Колумбійському університеті і став асистентом професора У. Трубріджа (WP Troubridge) спочатку в Колумбійському університеті, а потім і в Бюро з перепису населення (англ. US Census Bureau), співробітником якого був цей професор. 1882 року Голлеріт почав викладання в Массачусетському технологічному інституті, а в 1884 році перейшов на роботу в Патентне відомство США.
У 1880-х роках винахідник розробив устаткування для роботи з перфокартами (патенти США 395781, 395782 і 395783), яка мала значний успіх при переписах населення США в 1890-му і 1900-му роках.
1890 року Голлеріт у Колумбійському університеті захистив дисертацію PhD: «До питання про електричну табуляційну систему, яка була пристосована урядом США для робіт Бюро з перепису населення».
1896 року Голлеріт створив компанію TMC (Tabulating Machine Company) для просування своїх табуляційних машин. У 1911 році він продав свою компанію, і вона увійшла в промисловий конгломерат CTR, створений підприємцем Чарльзом Флінтом. У 1924 році CTR була перейменована в IBM.
У мові Фортран текстова константа (рядок) іноді називається «Голлерітова константа».